# Perpetua Nkwocha
Perpetua Ijeoma Nkwocha (3 de janeiro de 1976) é uma treinadora e ex-futebolista nigeriana que atuava como meia.

## Carreira
Perpetua Nkwocha integrou o elenco da Seleção Nigeriana de Futebol Feminino, nas Olimpíadas de 2000, 2004 e 2008. 